# Pomnik Obrońców Katowic
Pomnik Obrońców Katowic − pomnik upamiętniający obrońców Katowic – powstańców śląskich, harcerki i harcerzy zamordowanych przez Niemców w 1939 w więzieniach, w lasach oraz na ulicach miasta.
Pomnik stanowi część wytyczonego przez katowicki hufiec ZHP Szlaku Bohaterów Wieży Spadochronowej.

## Historia
Pomnik wraz z kwaterą poległych znajduje się na Cmentarzu przy ul. Panewnickiej w katowickiej dzielnicy Ligota. W nekropolii spoczywają prochy 105 bohaterskich obrońców miasta. Na cmentarzu przy ul. Panewnickiej pogrzebano najpierw tych, którzy zginęli 4 września 1939 w śródmieściu. Jeden z naocznych świadków, który uczestniczył w pogrzebie swojego bliskiego zaświadczył, że 4 lub 5 września na cmentarz przywieziono wozem magistrackim ok. 20 zwłok w mundurach powstańczych i harcerskich. Pierwszy transport miał miejsce około godziny 9 rano, drugi około 13. Następnego dnia znowu miały miejsce dwa transporty. Mogiłę zrównano z ziemią. Mieszkańcy zapalali na tym miejscu świece w dniu Wszystkich Świętych. Niemcy, by zapobiec oddawaniu czci rozstrzelanym Polakom, przez środek przeprowadzili aleję cmentarną. Ciała ekshumowano po II wojnie światowej, po czym pochowano je w zbiorowym grobie.
Pierwszy pomnik odsłonięto 20 lipca 1961. Przebudowano go według projektu artysty rzeźbiarza Bogumiła Burzyńskiego i ponownie odsłonięto i poświęcono 1 września 2000 roku.

## Inskrypcje
W centralnej części pomnika znajdują się szlifowane bloki skalne z napisami: "Tu spoczywają prochy bohaterskich powstańców śląskich, harcerek i harcerzy zamordowanych w 1939 roku przez najeźdźców hitlerowskich w lasach panewnickich, więzieniach i na ulicach Katowic. Przechodniu powiedz Polsce żeśmy polegli posłuszni Jej sprawie".